# 尹尊
尹 尊（いん そん、生没年不詳）は、中国の新代から後漢時代初期における武将。

## 事跡
| 姓名         | 尹尊                |
| 時代         | 新代 - 後漢時代     |
| 生没年       | 〔不詳〕            |
| 字・別号     | 〔不詳〕            |
| 出身地       | 〔不詳〕            |
| 職官         | 〔不詳〕            |
| 爵位・号等   | 郾王〔更始帝〕      |
| 陣営・所属等 | 更始帝→〔独立勢力〕 |
| 家族・一族   | 〔不詳〕            |

更始帝（劉玄）配下の武将だが、出身は不明である。
更始2年（24年）、尹尊は功臣の一人として更始帝から郾王に封じられ、そのまま封土の郾に赴いた。更始3年（25年）9月に更始帝が赤眉軍に滅ぼされても尹尊は降伏せず、群雄の一人として自立を保った。なお、同年に洛陽の朱鮪が光武帝（劉秀）に降伏する際には、万が一自分が殺された場合は尹尊に降れ、と部下に指示している。
建武2年（26年）の時点でも、尹尊の勢力は健在であった。そのため、光武帝が諸将の軍議において「郾は最強であり、宛はこれに次ぐ。誰がこれを撃つのか」と激して問うている。この時、執金吾賈復が「郾を撃たせてください」と申し出る。光武帝は喜んで賈復に尹尊を攻撃させ、宛には大司馬呉漢を派遣した。
こうして賈復は、騎都尉陰識・驍騎将軍劉植を率いて郾に進攻してくる。尹尊はこれを迎撃したが、連戦連敗し、わずか1月余りであっけなく降伏した。その後の尹尊の行方は不明である。

## 関連記事
- 新末後漢初